# Tell the Truth
«Tell the Truth» es una canción del grupo británico Derek and the Dominos, publicada en el álbum de estudio Layla and Other Assorted Love Songs (1970). La canción fue compuesta principalmente por el teclista Bobby Whitlock, mientras que el guitarrista Eric Clapton añadió la última estrofa. El tema fue grabado en los Criteria Studios de Miami (Florida) en agosto de 1970, con Tom Dowd como productor.
Una versión primeriza de "Tell the Truth" fue grabada en Londres durante las sesiones del álbum de George Harrison All Things Must Pass, que marcaron las primeras grabaciones de Derek and the Dominos. Producida por Phil Spector, la versión original incluyó la contribución de Harrison y de Dave Mason a las guitarras y fue publicada como el primer sencillo del grupo en septiembre de 1970.

## Trasfondo
Bobby Whitlock, teclista de Derek and the Dominos, compuso "Tell the Truth" durante el verano de 1970 mientras vivía temporalmente con Eric Clapton en Inglaterra. Whitlock trabajó en la melodía con una guitarra afinada en mi abierto, que aprendió de Duane Allman cuando estaba tocando con Delaney & Bonnie. Según Whitlock: «La escribí una noche después de varios días fuera en uno de nuestros maratones. Simplemente solíamos tocar, tocar y tocar. Podíamos tocar, literalmente, durante tres días sin parar. De todas formas, estaba sentado en el dormitorio de Eric cuando esta cosa me llegó. Era joven, ganando experiencia y haciéndome viejo; eso es en lo que estaba pensando».

## Grabación
Eric Clapton y Bobby Whitlock, como admiradores de Sam and Dave, estilizaron la canción como una "llamada y respuesta", con la pareja cantando versos diferentes. "Tell the Truth" fue grabada el 18 de junio de 1970 como la primera canción de Derek and the Dominos, con Clapton, Whitlock, el batería Jim Gordon y el bajista Carl Radle. Los cuatro músicos habían ayudado a George Harrison a grabar la mayoría de las pistas básicas de álbum All Things Must Pass, antes de lo cual Harrison había aceptado a petición de Clapton de que su productor, Phil Spector, ayudaría al grupo a grabar su primera canción. Cuatro días antes de la sesión, el grupo, con Dave Marson como segundo guitarrista, tocó "Tell the Truth" en su primer concierto, que tuvo lugar en el Lyceum Ballroom de Londres.
La grabación de "Tell the Truth" tuvo lugar en los Apple Studio de Londres con la intención de publicarla como sencillo debut de Derek and the Dominos, con "Roll It Over" como cara B. Además de los cuatro miembros del grupo, la grabación incluyó a Mason y a Harrison como guitarristas. Harrison también contribuyó a "Roll It Over" tocando la guitarra slide.
En agosto de 1970, durante la grabación del álbum Layla and Other Assorted Love Songs con el productor Tom Dowd, el grupo decidió regrabar "Tell the Truth". El autor Jan Reid escribió sobre las sesione de Londres: "El problema no era el afamado muro del sonido de Spector. Más bien sonaba como si cantaran y tocaran la canción un 20% más rápido. En la producción de Spector, la canción perdió su visión y su sentido del humor". Dowd y los miembros el grupo ensayaron la canción hasta que Duane Allman se sumó al grupo, después de que le conocieran en un concierto. Tras el concierto, Duane se unió al grupo en los Criteria Studios de Miami, donde grabaron "Tell the Truth" el 28 de agosto.
Con Allman tocando la guitarra slide, Dowd y el resto de miembros de Derek & The Dominos se mostraron satisfechos con el resultado. Clapton llamó a Robert Stigwood, productor ejecutivo de RSO Records, para paralizar el lanzamiento como sencillo de la versión grabada en Londres. Sin embargo, el sencillo llegó a las tiendas el 14 de septiembre de 1970, aunque fue retirado al poco tiempo. La producción de Dowd apareció como primer tema de la cara C del álbum Layla, publicado en noviembre de 1970.
A fecha de hoy, el sencillo se ha convertido en objeto de coleccionista. Ambas versiones de "Tell the Truth" fueron publicadas en History of Eric Clapton (1972). La versión de Spector también apareció en la caja recopilatoria Crossroads en 1988.